# ミルフ
『ミルフ』（原題：MILF）は、2018年のフランスのコメディ映画で、監督はアクセル・ラフォン、脚本はジェローム・ロホツキーとステファン・クレイマー、出演はマリ＝ジョゼ・クローズ、ヴィルジニー・ルドワイヤン、アクセル・ラフォント。本作は2018年5月2日にフランスで公開された。
日本では、劇場公開されなかったが、2020年7月16日にNetflixで配信が開始された。
本作は、主役の一人であるエリーゼを演じるアクセル・ラフォンが監督を務め、休暇中に年下の男性と付き合い始めた40代の女性3人組を描いている。
また、本作ではラフォンの実の娘であるミティ・ハザナヴィシウスも出演し、娘のニーナとして数日間、彼女のもとを訪れている。

## あらすじ
ソニア、セシル、エリーゼの3人は友人同士で、セシルが別荘を売る準備をするのを手伝うために、南フランスのコート・ダジュールを訪れる。
休暇を満喫中、3人は地元のヨットクラブで働く20代の3人の男性、Julien、Paul、Markus（セシルの元家族の友人）と出会う。男たちはすぐに「MILF（熟女）」と判断した女性たちに興味を示すようになる。6人は夏の遊びとして多くの時間を共に過ごし、彼らの最後の休暇の日に映画は幕を閉じる。

## キャスト
- ソニア - マリ＝ジョゼ・クローズ
- セシル - ヴィルジニー・ルドワイヤン
- エリーゼ - アクセル・ラフォン
- ポール - Waël Sersoub

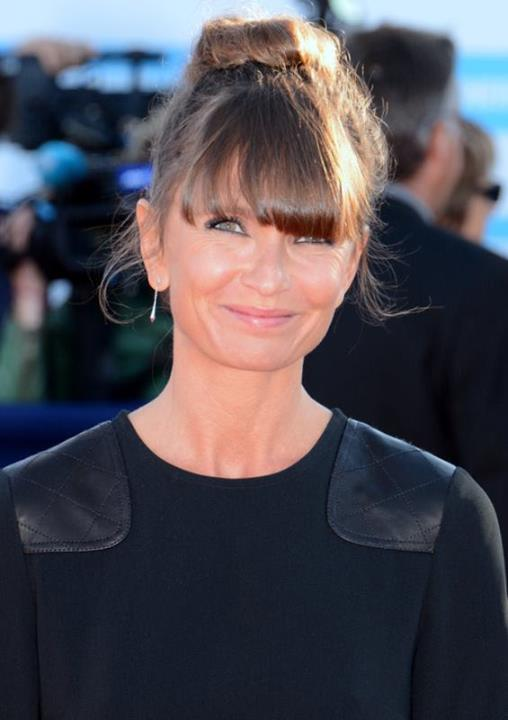
主演・監督を務めたアクセル・ラフォン

- ジュリアン - Matthias Dandois
- マルクス - Victor Meutelet
- トーマス - Rémi Pedevilla
- クリスティン - フローレンス・トマシン（英語版）
- Jéromine Chasseriaud as Louise (as Jérômine Chass)
- ニーナ - Mitty Hazanavicius
- マヤ - Pauline Bression
- M. Layrac - Claude Attia
- Mme Layrac - Anne-Marie Ponsot
- Michel, le glacier - Pierre Lopez
- Robert Assolen as Le forain (as Bob Assolen)

## 公開
『ミルフ』は、2018年5月2日にフランスで公開された。公開初週週末に249館で417,231ドルを稼ぎ、10位の成績となった。その後、フランスで総額961,745ドル、ウクライナとロシアで合計174,890ドル、全世界で110万ドルの興行収入を記録した。本作は、アメリカで2020年7月にNetflixで配信された。

### 評価
レビュー集計サイトのRotten Tomatoesでは、本作は8件のレビューから13％の支持率を得ており、平均評価は2.9/10となっている。

## 参照
- MILF - 英語のスラング
- クーガー
- 愛しのMILF 恋人は親友のママ